# Фавелони (Вибо Валенција)
Фавелони је насеље у Италији у округу Вибо Валенција, региону Калабрија.
Према процени из 2011. у насељу је живело 485 становника. Насеље се налази на надморској висини од 328 м.